# Марковцев, Степан Харитонович
Степан Харитонович Марковцев (20 ноября 1911, Томская губерния — 8 апреля 1982, Москва) — советский военачальник, Герой Советского Союза (1945), генерал-майор авиации (1954), участник Великой Отечественной войны.

## Биография
Степан Харитонович Марковцев родился 20 ноября 1911 года в посёлке Кукушкино, Каинского уезда Томской губернии (в настоящее время посёлок упразднён, территориально относился к Коченёвскому району Новосибирской области). Учился в школе № 12 Кемерово, в школе горно-промышленного ученичества, затем работал шахтёром (сначала учеником слесаря на шахте «Центральная», затем забойщиком). Позднее, окончив курсы шофёров, работал в городе Гурьевск Кемеровской области.
В 1932 году призван в Красную армию. С 1933 года, окончив Иркутскую военную авиационно-техническую школу, служил в бомбардировочном полку (техником звена, потом инженером эскадрильи). В 1940 году окончил Энгельсское военное авиационное училище, в том же году вступил в ВКП(б). Служил лётчиком в ВВС Московского военного округа. Летал на бомбардировщиках СБ; командир звена, заместитель командира эскадрильи 213-го бомбардировочного полка 23-й смешанной авиационной дивизии.

### Великая Отечественная война
С 1941 года — командир эскадрильи, старший лейтенант; участвовал в боях на Западном и Юго-Западном направлениях, бомбил скопления гитлеровских войск под Минском, Бобруйском и Конотопом. С 1942 года — командир эскадрильи 503-го штурмового авиационного полка. Участвовал в разгроме немецко-фашистских войск под Москвой. В воздушном бою под Ржевом был в ранен (уже второй раз), уже находясь в госпитале, узнал о награждении орденом Красного Знамени.
В 1942—1945 годах — командир 208-го штурмового авиационного полка. Участвовал в боях под Сталинградом, на Правобережной и Западной Украине, на Карпатах, в Чехословакии. Был награждён орденом Александра Невского. Совершил 115 боевых вылетов, в воздушных боях сбил четыре самолёта противника, уничтожил 63 танка, 2 железнодорожных эшелона, 201 автомашину, 5 паровозов, более 1000 солдат и офицеров противника, взорвал два склада с боеприпасами и три — с горючим.
29 июня 1945 года присвоено звание Герой Советского Союза «за личные героизм и отвагу, высокое лётное мастерство и блестящие командирские качества». Командир 208-го Станиславского Краснознамённого орденов Суворова и Кутузова штурмового авиационного полка (227-я Бердичевская Краснознамённая авиационная штурмовая дивизия, 8-й штурмовой авиационный корпус, 8-я воздушная армия, 4-й Украинский фронт), подполковник.

### Послевоенные годы

Могила Марковцева на Кунцевском кладбище Москвы.

В 1947 году окончил курсы усовершенствования офицерского состава при Военно-воздушной академии. Командовал авиационными соединениями. В 1954 году присвоено звание генерал-майора авиации.
В 1957 году вышел в запас, жил и работал в городе Фрунзе (столице Киргизии), в последние годы — в Москве.
Умер 8 апреля 1982 года в Москве, похоронен на Кунцевском кладбище (участок 9-3).

## Награды
- Герой Советского Союза (медаль № 8767, 29.06.1945)[2][6].
- Орден Ленина (29.06.1945).
- Три ордена Красного Знамени (20.01.1942[7], 14.08.1942[8], 13.06.1952[2]).
- Орден Суворова 3-й степени (06.11.1944)[9].
- Орден Александра Невского (СССР) (12.08.1944)[4].
- Орден Отечественной войны 1-й степени (06.02.1945)[10].
- Орден Красной Звезды (30.04.1947[2]).
- Медаль «За боевые заслуги» (03.11.1944[2][11])
- Другие медали.

## Память
Именем Марковцева названы улицы в посёлке городского типа Коченёво Новосибирской области и в Ленинском районе города Кемерова.